# Здравоохранение в Казахстане

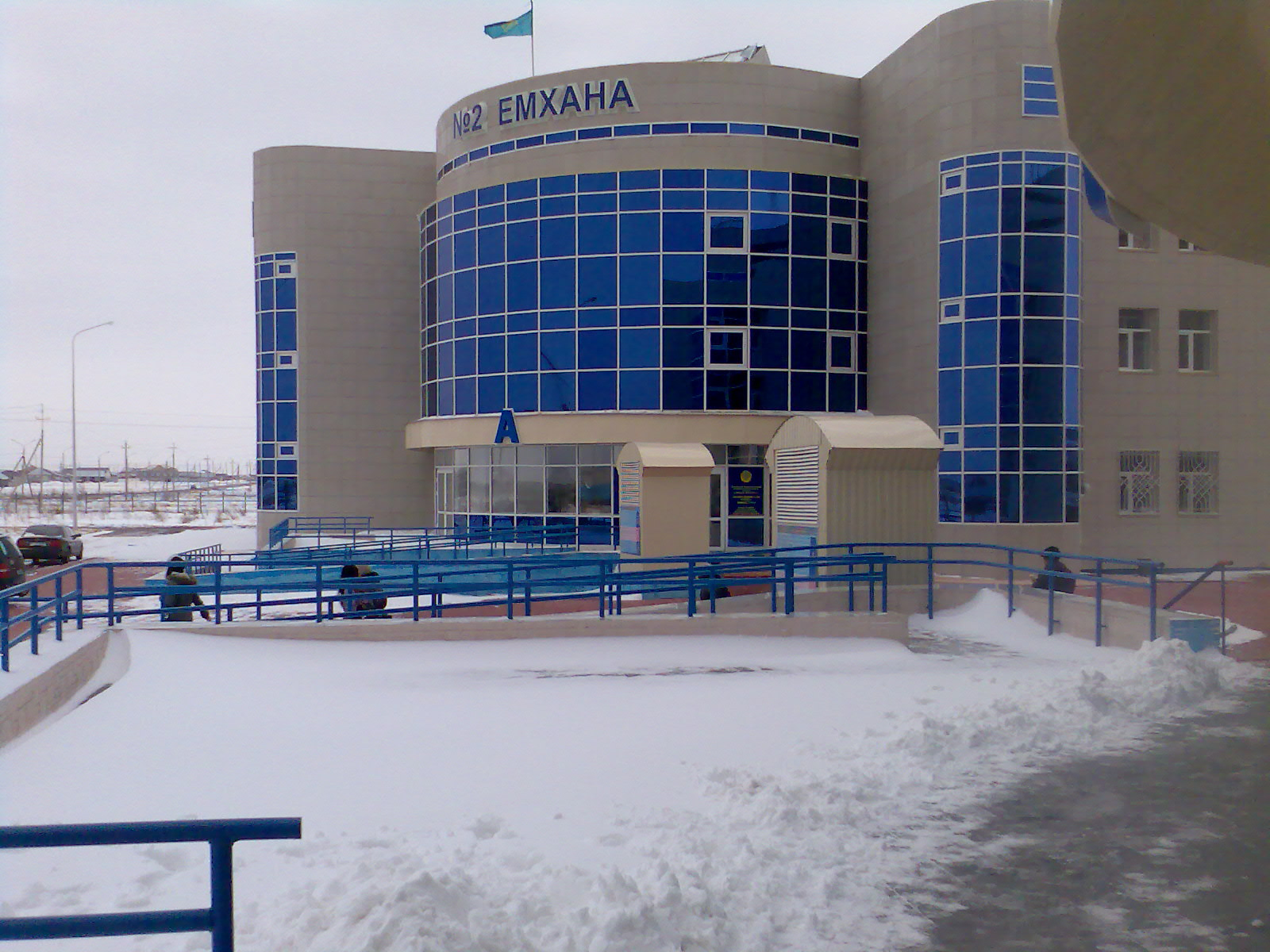
Экибастузская поликлиника № 2

Медицина в Казахстане, как и в любой другой стране, призвана защищать здоровье и благополучие граждан Казахстана. Система здравоохранения Казахстана в настоящий момент находится на этапе перехода к рыночным отношениям.

## История
Первый дипломированный врач-казах — уроженец Акпеттауской волости Амре Айтбакин, окончивший медицинский факультет Императорского Томского университета в 1894 году.
В 1913 году на территории Казахстана действовало 98 больниц, в 1928 их число увеличилось до 159, в 1932 — до 304, в 1937 — до 541, и в 1940 — до 663. Больничных коек в них было в 1913 году — 1800, в 1928 — 3900, в 1932 — 9266, в 1937 — 22746, и в 1940 — 27192.

### Здравоохранение в независимом Казахстане
После распада СССР, в Казахстане производилась децентрализация системы здравоохранения, многие функции от Минздрава были переданы в ведение исполнительных органов областей и городов республиканского значения, областные и городские департаменты здравоохранения получили значительную степень самостоятельности. Одновременно было начато реформирование и оптимизация системы бесплатного всеобщего здравоохранения, продолжающееся по настоящее время. В 1990-х годах по рекомендации иностранных организаций из США по всей республике начата масштабная оптимизация медицинских учреждений, были закрыты, ликвидированы или приватизированы (проданы в частные руки) сотни медицинских учреждений.

## Государственная система здравоохранения
Государственное регулирование в области здравоохранения в Республике Казахстан относится к компетенции Министерства здравоохранения и социального развития Республики Казахстан.

### Первичная медико-санитарная помощь
Первичная медико-санитарная помощь (ПМСП) оказывается на уровне сельских амбулаторных центров, центров семейного здоровья, городских поликлиник и диагностических центров. В связи с обеспечением допуска к исполнению государственного заказа (ГОБМП) частными медицинскими центрами, с 2014 года активизирована работа по оказанию ПМСП по принципам государственно-частного партнёрства.
Первичная помощь оказывается командой специалистов ПМСП: врачами общей практики (семейными врачами), участковыми терапевтами, педиатрами, фельдшерами, акушерами, медицинскими сестрами расширенной практики (общей практики), участковыми медицинскими сестрами, социальными работниками, психологами в области здравоохранения.
К первичной помощи относятся следующие медицинские услуги:
- прием и осмотр врача или медсестры ПМСП
- оказание неотложной помощи
- базовая лабораторная и инструментальная диагностика
- обучение профилактике и управлению хроническими заболеваниями
- планирование семьи и школа подготовки к родам
- медицинская реабилитация 3 этапа

Данные услуги направлены в основном на профилактику и помощь при наиболее распространенных, хронических и социально значимых заболеваниях.
Кроме того, организация ПМСП ответственна за обеспечение прикрепленному населению доступности специализированной медицинской помощи, к которой относятся как амбулаторные услуги, так и госпитализация в стационар.

### Специализированная амбулаторная помощь
Спектр бесплатных услуг на амбулаторном уровне достаточно широк и состоит из пакетов гарантированного объёма бесплатной медицинской помощи и обязательного социального медицинского страхования. Для получения последнего нужно быть застрахованным.
К основным услугам, входящим в амбулаторную помощь, можно отнести:
- прием и консультация широкого круга специалистов — эндокринологи, урологи, онкологи, гематологи, психиатры, дерматологи и т.д.
- широкий перечень лабораторных анализов — анализ крови, мочи, ПЦР, биохимический анализ крови, ТТГ, онкомаркеры, анализ гормонов, ретикулоцитов, MCV, MCHC, бак посев и т.д.
- диагностические исследования — УЗИ, рентгенография, компьютерная томография и др.
- лечебные процедуры и манипуляции — ингаляции, электрофорез, малые хирургические вмешательства, помощь при растяжениях, переломах и всех основных заболеваниях.

Если брать в целом, то вместе два пакета (ГОБМП и ОСМС) включают все услуги, необходимые для диагностики, лечения и реабилитации наиболее распространенных заболеваний.

### Акушерско-гинекологическая помощь
Родильные дома, родильные отделения районных больниц, перинатальные центры в городах.

### Медицинская помощь детям
Медицинская помощь детям оказывается в детских поликлиниках, центральных районных и городских больницах.

### Высокотехнологичная медицинская помощь
Высокотехнологичная медицинская помощь (ВМП) — это медицинская помощь с использованием сложных и уникальных медицинских технологий, основанных на современных достижениях науки и техники, оказываемая высококвалифицированными медицинскими кадрами. ВМП оказывается в профильных лечебных учреждениях, которые имеют лицензию на оказание данного вида помощи.

### Информатизация здравоохранения
С 2010 года в стране внедряется Единая информационная система здравоохранения РК (ЕИСЗ), с целью улучшения доступности медицинских услуг для населения, повышения эффективности системы здравоохранения и улучшения качества медицинских услуг. ЕИСЗ это система программных комплексов, которые проводят сбор, хранение и анализ информации, персонификацию медицинских данных на каждого гражданина. Здесь реализованы единые системы отраслевых стандартов, рационализация схем и сроков передачи информации.
Дальнейшим этапом развития электронного здравоохранения стала реализация государственной программы Информатизации здравоохранения до 2020 года.

## Статистика здравоохранения

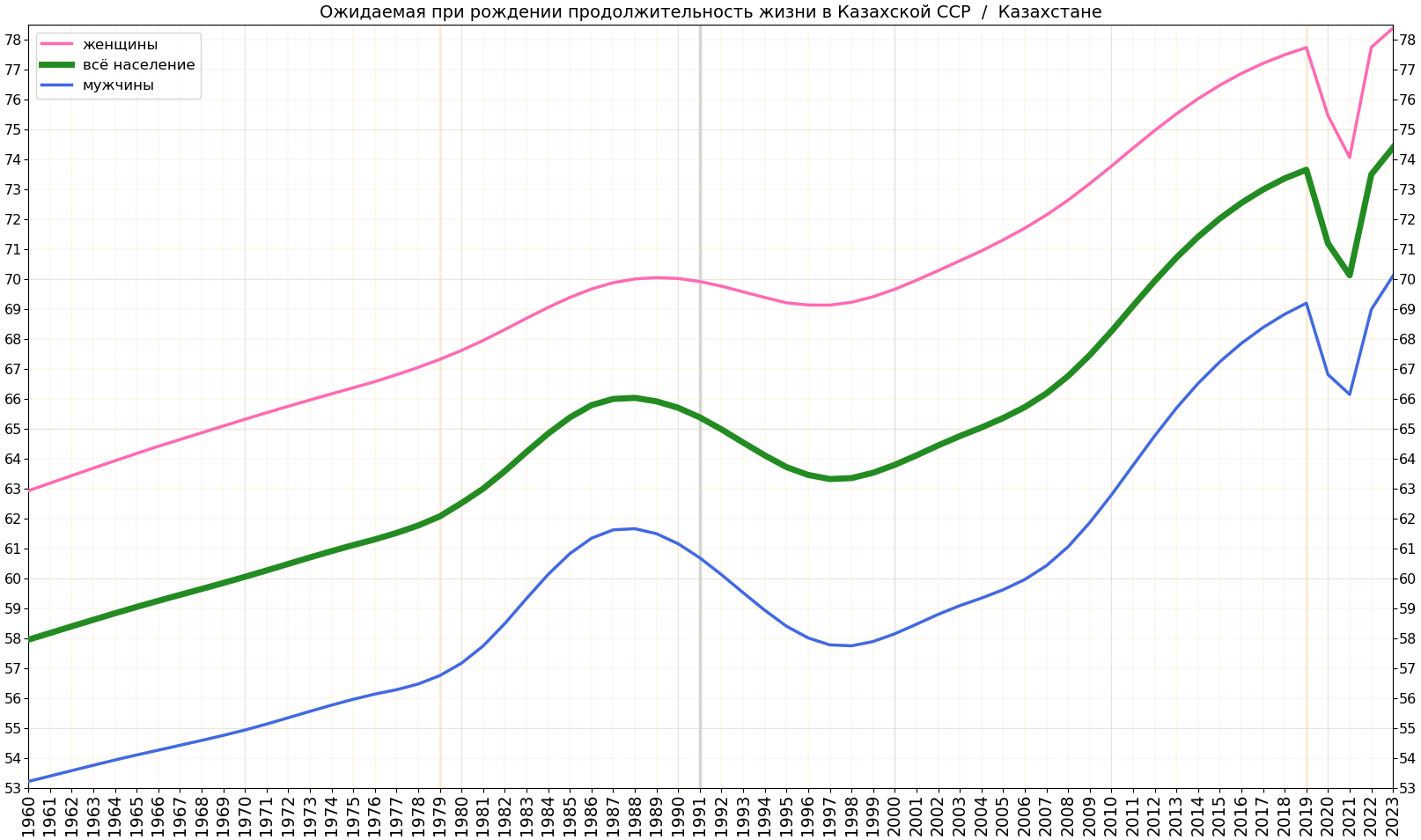
Ожидаемая продолжительность жизни в Казахстане

Около 1 млрд долларов США было выделено на здравоохранение в Казахстане в 2005 году.
При населении 16 млн человек, ёмкость медицинского рынка Казахстана оценивается специалистами в сумму равную 500 млн долларов США.

### Человеческие ресурсы системы здравоохранения
В целом по республике оказывают медицинские услуги 54,8 тысяч врачей и 117 тысяч среднего медицинского персонала.

### Мощность организаций здравоохранения
В Республике функционируют 998 больничных (из них 162 — специализированные) и 3332 амбулаторно-клинических медицинских организаций на 2010 год. Расширение сети больничных организаций произошло в 7 регионах республики. Количество коек на 2010 год — 119 000.
Количество оптовых компаний, специализирующихся на продажах медицинского и лабораторного оборудования, лекарственных средств — около 200.
Согласно принятой Правительством Республики Казахстан «Программе реформирования и развития здравоохранения» предусматривается поэтапное повышение государственных расходов на отрасль здравоохранения до 4 % ВВП к 2008 году. Только на цели развития здравоохранения в 2005—2007 годах выделено более 1,2 млрд долларов США.

## Реформы в системе здравоохранения
В течение последних лет государством предпринят ряд мер, направленных на реформирование и развития здравоохранения. 2002 год был объявлен годом здоровья, была принята Государственная программа реформирования и развития здравоохранения, постоянно расширяется список бесплатной медицинской помощи.
В настоящий момент Правительство Республики Казахстан уделяет пристальное внимание лечению туберкулеза, диабета, СПИДа, онкологических заболеваний, а также проблемам йододефицита. По всем этим направлениям были приняты соответствующие правительственные программы.

### «Саламатты Қазақстан»
В период с 2011 по 2015 года в Казахстане была реализована Государственная программа развития здравоохранения «Саламатты Қазақстан». В рамках данной программы существенны были снижены показатели материнской и младенческой смертности. Также улучшены показатели оказания кардиологической и кардиохирургической помощи.

### «Денсаулық»
Реализация Государственной программы «Денсаулық» запланировано в период с 2016 по 2019 годы.
С 2018 года в Казахстане вводится обязательное медицинское страхование.

## Медицинское образование и наука

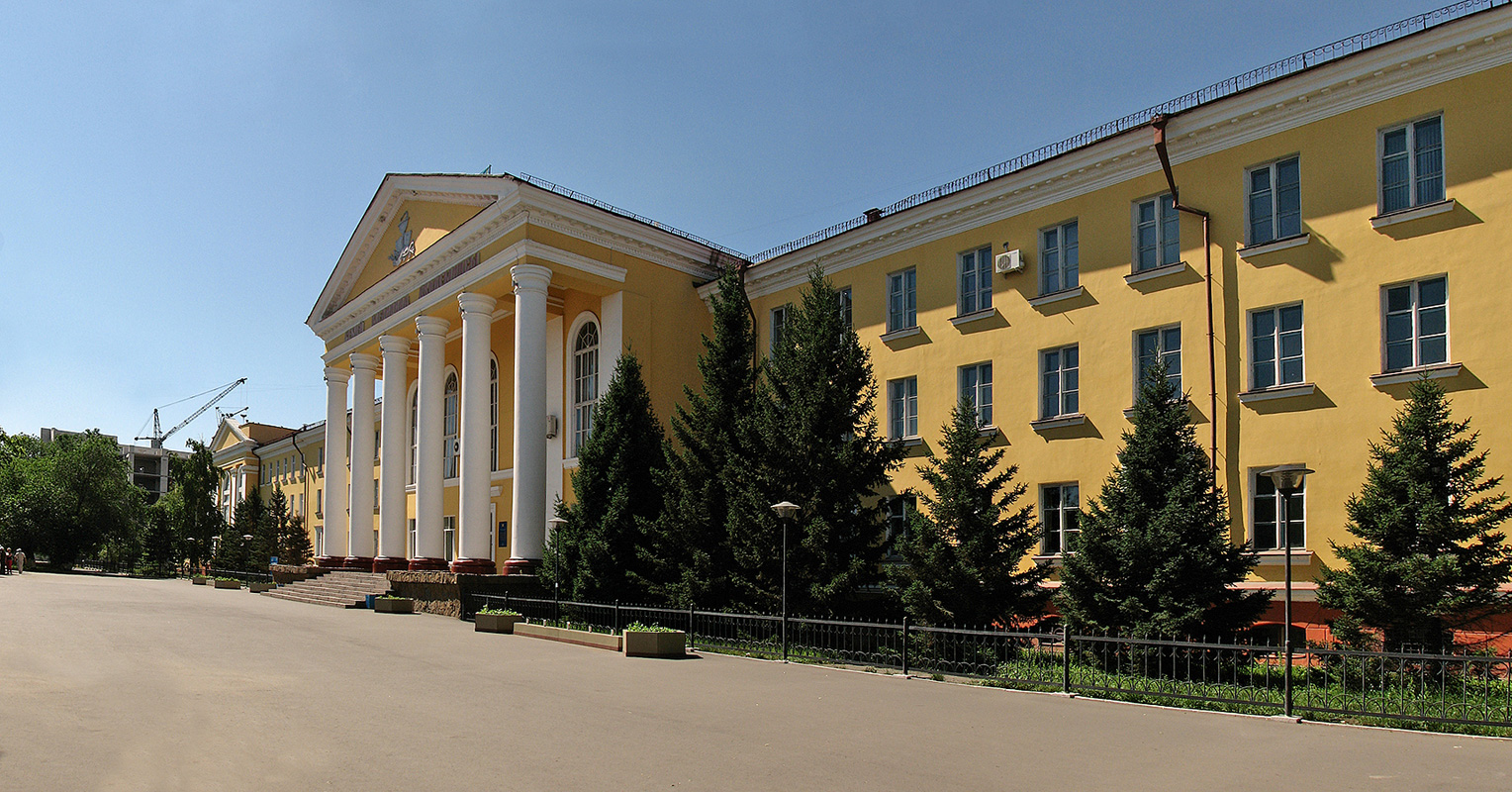
Государственный медицинский университет города Семей